# Tochter (Film)
Tochter ist ein tschechischer animierter Kurzfilm aus dem Jahr 2019. Regie führte Daria Kashcheeva.

## Handlung
Der Film wird ohne Worte erzählt. Er behandelt die komplizierte Beziehung zwischen einem Vater und seiner Tochter. Die beiden treffen sich in einem Krankenzimmer, in dem sich die Tochter an ihre Kindheit und die komplizierte Beziehung zu ihrem Vater erinnert. Sie erinnert sich an die Trennung, das Wiedersehen und die Versöhnung.

## Produktion
Tochter entstand ab 2018 als Abschlussfilm Kashcheevas an der FAMU in Prag. Die Arbeit am Film nahm 1,5 Jahre in Anspruch. Tochter hatte ein Budget von 750.000 tschechische Kronen.
Tochter wurde in Stop-Motion animiert, wobei Kashcheeva die Puppen aus Holz und Draht baute und anschließend mit Pappmaché überzog. Um eine möglichst realistische, dokumentarfilmähnliche Atmosphäre zu erreichen, imitierte Kashcheeva Handkameraeffekte, nutzte große Nahaufnahmen, geringe Schärfentiefe und viel Bewegung im Film. Inspiriert wurde sie dabei von Lars von Triers Breaking the Waves, aber auch Filme von Jean-Pierre und Luc Dardenne. Kashcheeva verarbeitete in Tochter eigene Kindheitserfahrungen und brachte ihr Interesse an Psychologie und zwischenmenschlichen Beziehungen ein.
Tochter erlebte im Juni 2019 auf dem Festival d’Animation Annecy seine Premiere und lief im Anschluss auf zahlreichen internationalen Festivals. Arte strahlte den Film am 13. Juni 2020 im Rahmen der Sendung Kurzschluss im deutschen Fernsehen aus.

## Auszeichnungen
Der Film gewann über 40 Filmpreise.
| Jahr | Veranstaltung                         | Preis                                        | Kategorie                                    | Ergebnis  |               |
| ---- | ------------------------------------- | -------------------------------------------- | -------------------------------------------- | --------- | ------------- |
| 2019 | 46th Annual Student Academy Awards    | Student Academy Awards                       | International Film Schools: Animation        | Gewonnen  | [ 7 ]         |
| 2019 | Festival d’Animation Annecy           | Cristal im Bereich Abschlussfilm             | Cristal im Bereich Abschlussfilm             | Gewonnen  | [ 8 ]         |
| 2019 | Festival d’Animation Annecy           | Preis der Jugendjury für einen Abschlussfilm | Preis der Jugendjury für einen Abschlussfilm | Gewonnen  | [ 8 ]         |
| 2019 | Fantoche                              | Best Film                                    | Best Film                                    | Gewonnen  | [ 9 ]         |
| 2019 | Melbourne International Film Festival | City Post Award                              | Best Animation Short Film                    | Gewonnen  | [ 10 ]        |
| 2020 | Sundance Film Festival 2020           | Jury Award                                   | Best Short Film                              | Gewonnen  | [ 11 ]        |
| 2020 | 27th Czech Lion Awards                | Magnesie Award                               | Bester Studentenfilm                         | Gewonnen  | [ 12 ]        |
| 2020 | Oscarverleihung 2020                  | Oscars                                       | Bester animierter Kurzfilm                   | Nominiert | [ 13 ] [ 14 ] |
| 2020 | Hiroshima Kokusai Animation Festival  | Grand Prix                                   | Grand Prix                                   | Gewonnen  | [ 15 ]        |